# Кенсал (Північна Дакота)
Кенсал (англ. Kensal) — місто (англ. city) в США, в окрузі Статсмен штату Північна Дакота. Населення — 146 осіб (2020).

## Географія
Кенсал розташований за координатами 47°18′0″ пн. ш. 98°43′56″ зх. д. / 47.30000° пн. ш. 98.73222° зх. д. (47.300037, -98.732129).  За даними Бюро перепису населення США в 2010 році місто мало площу 1,57 км², уся площа — суходіл.

## Демографія
Згідно з переписом 2010 року, у місті мешкали 163 особи в 73 домогосподарствах у складі 43 родин. Густота населення становила 104 особи/км².  Було 83 помешкання (53/км²).
Расовий склад населення:
| - 100,0 % — білих |

До двох чи більше рас належало 0,0 %. Частка іспаномовних становила 0,0 % від усіх жителів.
За віковим діапазоном населення розподілялося таким чином: 17,8 % — особи молодші 18 років, 60,7 % — особи у віці 18—64 років, 21,5 % — особи у віці 65 років та старші. Медіана віку мешканця становила 46,2 року. На 100 осіб жіночої статі у місті припадало 89,5 чоловіків;  на 100 жінок у віці від 18 років та старших — 91,4 чоловіків також старших 18 років.
Середній дохід на одне домашнє господарство  становив 62 902 долари США (медіана — 56 667), а середній дохід на одну сім'ю — 76 848 доларів (медіана — 78 750). Медіана доходів становила 42 059 доларів для чоловіків та 34 107 доларів для жінок. За межею бідності перебувало 2,5 % осіб, у тому числі 0,0 % дітей у віці до 18 років та 5,9 % осіб у віці 65 років та старших.
Цивільне працевлаштоване населення становило 112 осіб. Основні галузі зайнятості: освіта, охорона здоров'я та соціальна допомога — 27,7 %, будівництво — 17,0 %, сільське господарство, лісництво, риболовля — 9,8 %, роздрібна торгівля — 8,9 %.